# 罗拔诺甫-罗斯托夫斯基宫
59°56′05″N 30°18′29″E / 59.93472°N 30.30806°E

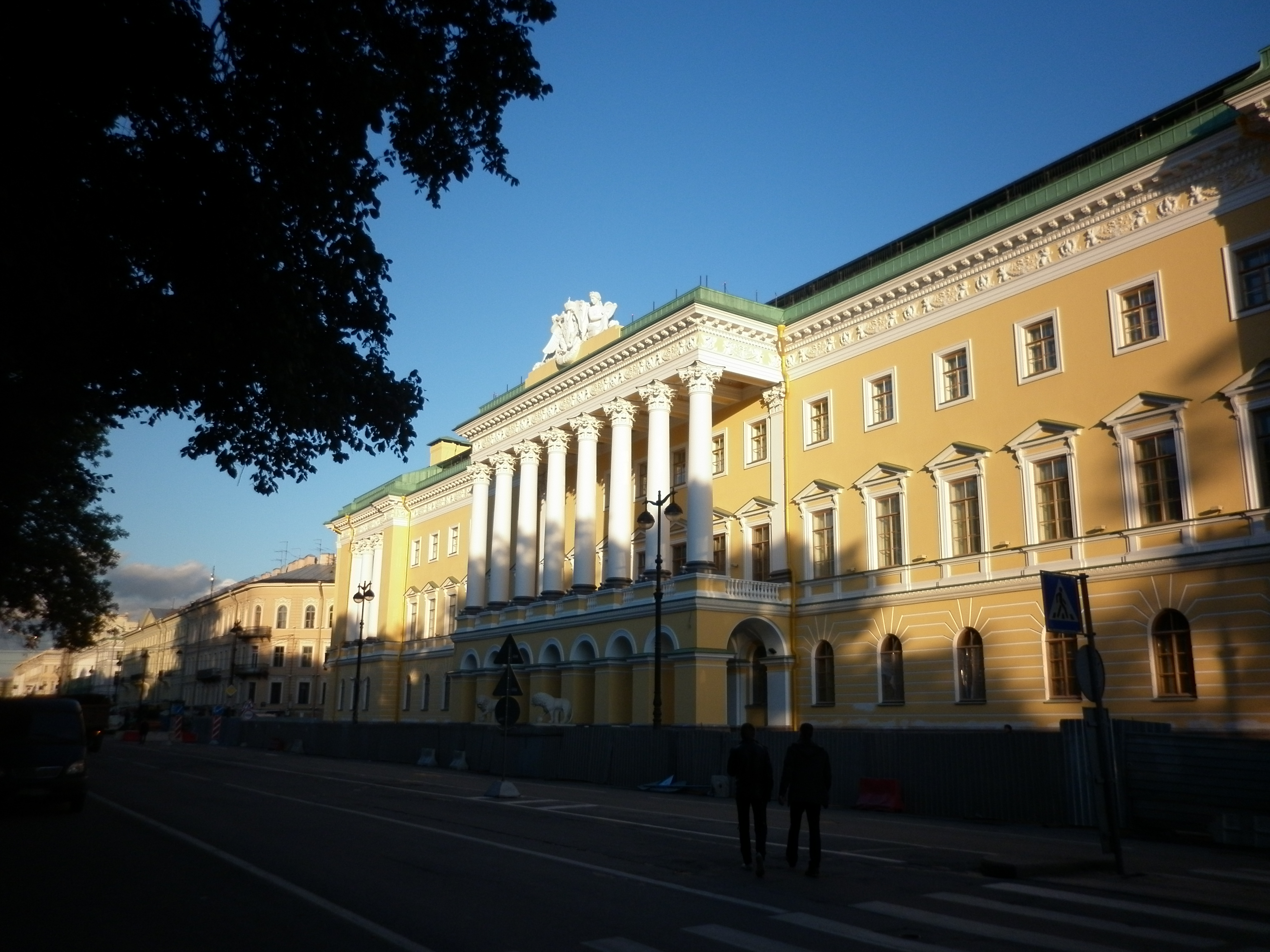

罗拔诺甫-罗斯托夫斯基宫是俄罗斯圣彼得堡的一座历史建筑，位于海军部大街12号，海军部大厦对面，建于1817-1820年。现在这里是四季酒店的连锁酒店 ，称为“四季酒店狮子宫” 。

## 建筑
该建筑为新古典主义建筑，是建筑师Auguste de Montferrand的早期作品，三面分别面临海军部大街、沃兹涅先斯基大街和圣以撒广场。
正门前是一对白色大理石美第奇狮子，因普希金的最后一首长诗《青铜骑士》而著称。

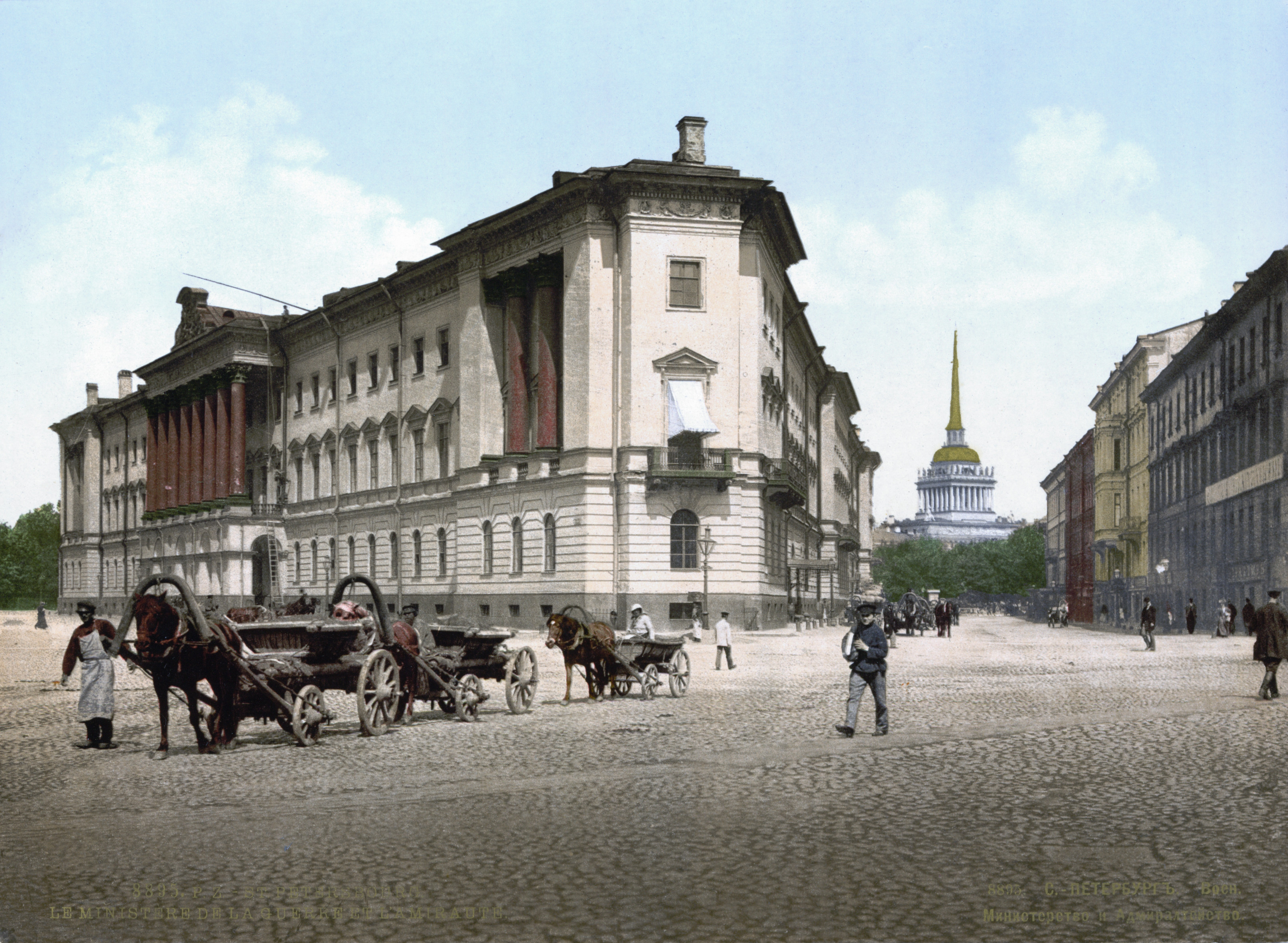
罗拔诺甫-罗斯托夫斯基宫，1890-1900